# 방사능 오염

방사능 경고

## 오염원
일반적으로 방사능 오염은 원자력 사고나 방사성 동위 원소를 생산하거나 사용하는 도중에 액체가 엎질러지거나 사고가 발생한 결과이다. 방사성 동위 원소는 불안정한 핵을 갖고 있으며, 방사성 감쇠가 없게 된다.
그보다는 드물게, 핵폭발로 인한 방사성 오염이 낙진으로 확산되기도 한다. 사고로 유출된 방사성 물질의 양은 '방사선원(source term)'이라 한다.
오염은 방사성 기체나 액체에 의해서도 일어날 수 있다. 예를 들면, 핵의학에서 사용된 방사성 핵종이 실수나 부주의로 엎질러지는 경우, 사람들이 이동하면서 확산될 수 있다. 방사성 오염은 또한 특정 공정에서 부득이하게 생성되는데, 핵연료 재처리 과정에서 생성되는 방사성 제논이 방출되는 것이 그 한 예이다. 방사성 물질을 수용할 수 없는 경우, 안전한 농도로 희석될 수 있다.

## 오염의 축적
방사능 오염은 표면 또는 공기 중에도 존재할 수 있다.

### 표면 오염
표면 오염은 보통 단위 면적당 방사능으로 표시되며, 국제단위계에서는 제곱미터당 베크렐(또는 Bq/m2)이 된다. 다른 단위로는 '100제곱센티미터당 피코 퀴리' 또는 '제곱센티미터당 분당 붕괴수'(1 dpm/cm2 = 167 Bq/m2)가 사용될 수 있다.
사람이나 식물의 표면 오염 검출과 측정에는 보통 가이거 계수기, 신틸레이션 계수기, 또는 비례 계수관을 사용한다. 비례 계수관과 이중 인광 신틸레이션 계수기는 알파와 베타의 오염을 구분할 수 있다. 신틸레이션 탐지기는 일반적으로 휴대용 모니터링 장비가 선호되며, 검출 창이 크게 만들어진다. 가이거 검출기는 창은 작지만 더 튼튼하다.
핵물질이 사용되거나 처리되는 통제 구역을 벗어나는 사람에 의한 오염의 확산은 다양한 차단 기술로 통제되는데, 때로는 필요한 만큼 옷과 신발을 교체한다. 잠재적 오염 확산의 감시 및 검출에는 방사선 장비가 중요한 역할을 하며, 휴대용 탐사계와 영구적으로 설치된 오염 감시 장치를 조합하여 사용한다.

### 공중 오염
공기는 입자 형태의 방사성 동위원소에 의해 오염될 수 있는데, 이 경우는 흡입시 특히 위험해진다. 적절한 공기 정화기나, 스스로 공기를 공급하는 방호복으로 호흡하여 위험을 경감시킬 수 있다.
공중 오염은 연속적으로 여과 장치를 통하여 조사되는 공기를 퍼내는 전문의 방사 측정 기구로 측정한다. 공중의 입자들은 필터에 집적되어 여러 방법으로 측정된다. 여과 장치를 주기적으로 제거하여 축적된 방사선을 측정하거나, 고정된 여과 장치를 그 자리에서 측정, 또는 가늘고 긴 여과 장치를 천천히 움직여 방사선 검출기로 측정할 수 있다.
보통은 반도체를 이용한 방사선 측정 감지기를 사용하여 수집된 오염물에 대한 분광 정보를 얻는다

### 체내 오염
방사능 오염은 음식물의 섭취, 공기의 흡입, 피부를 통한 흡수, 주사 등을 통하여 체내로 들어갈 수 있다. 그렇기 때문에, 방사성 물질을 다루는 작업에서는 개인용 보호구를 사용하는 것이 중요하다. 방사능 오염은 오염된 동식물을 먹거나 오염된 물 또는 방사능에 노출된 동물에서 나온 젖을 마신 것이 원인이 되기도 한다. 방사능 사고가 있으면 체내피폭의 모든 잠재적 경로를 고려하여야 한다.

## 오염 정도
방사능 오염이 사람과 환경에 끼치는 위험은 방사능 오염 물질의 성질, 오염 정도, 오염의 확산 규모에 따라 다르다.
방사성 폐기물은 방사능 오염 정도에 따라 고준위·중준위·저준위 폐기물로 나뉜다. 고준위 폐기물로는 사용한 뒤에 남는 핵연료 같은 것이 있고, 중·저준위 폐기물로는 원자력 발전소의 운전원이나 보수 요원이 사용했던 방호복·덧신·장갑 등이 있다. 또 발전 과정에서 새어 나오는 물, 냉각수, 세척 용수로 쓰인 물도 여기에 포함된다.

### 저준위 방사능 오염
저준위 방사능 오염은 거의 위험이 되지 않으나, 방사능 검출기로 검출된다. 오염 지역을 조사하거나 지도를 제작할 때, 여러 지점을 무작위로 추출하여 방사능을 베크렐이나 퀴리로 표시한다. 저준위는 신틸레이션 계수기를 사용하여 분당 방사선 수로 보고할 수 있다.
반감기가 짧은 동위원소에 의한 저준위 오염에서는, 해당 물질이 자연적으로 방사성 감쇠를 일으키도록 하는 것이 최선의 방책일 수 있다. 오래 지속되는 동위원소는 저수준이라도 장기간 노출되면 생명을 위협할 수 있기 때문에 정화하고 적절하게 제거하여야 한다.
오염된 것으로 간주되는 시설이나 물리적 장소는 보건 물리학자가 저지선을 치고 '오염 지역'의 표지를 붙인다. 일반적으로 이러한 지역에 접근하는 사람은 방호복 또는 오염방지복을 입도록 요구된다.

### 고준위 방사능 오염
고준위 방사능 오염은 사람들과 환경에 심각한 위험을 끼친다. 사람들은 핵 사고나 핵무기에 의한 대량의 방사성 물질의 확산으로 신체의 내부와 외부 모두에서 잠재적으로 치명적인 수준의 방사선에 노출될 수 있다. 방사능 오염의 외부 노출의 생물학적 효과는 일반적으로 엑스선 장치와 같이 방사성 물질이 관계되지 않은 외부 방사선원에 의한 것과 같으며, 흡수선량에 좌우된다.
그 자리에서 방사능 오염이 측정되거나 지도로 그려질 때, 방사선의 점광원으로 보이는 지점은 심하게 오염되었을 개연성이 있다. 오염이 심한 지점은 '핫 스폿'(hot spot)이라 부른다. 오염 지역의 지도에서 핫 스폿은 시간당 밀리 시버트 단위로 접촉부의 선량률이 표시된다. 오염된 시설에서 핫 스폿은 납제산탄을 채운 가방으로 가리고 표지를 두어 표시하거나 방사능을 경고하는 삼각형 표시와 경고 테이프를 칠 수 있다.

### 방사선 장해

알파선은 헬륨-4의 핵으로 되어 있고, 종이 한 장으로 쉽게 막을 수 있다. 베타선은 전자로 되어 있으며, 알루미늄 판으로 차단된다. 감마선은 고밀도의 물질을 통과하면서 흡수된다. 납은 밀도가 높아 감마선을 잘 흡수한다.

방사능 오염이 위험한 것은 이온화 방사선을 배출하기 때문이다. 주로 접하는 방사선은 알파선, 베타선, 감마선인데, 이들은 투과능이나 방사선 효과 등에서 서로 다른 성질을 지니고 있다.
방사선의 감시에는 방사선량이나 방사성 동위 원소 오염의 측정이 포함되는데, 이는 방사선 또는 방사성 물질에 대한 노출을 평가 또는 통제하고 그 결과를 해석하기 위해서이다. 서로 다른 방사성 핵종, 매체, 시설의 종류의 환경적 방사능 감시 프로그램 및 체계의 계획과 실행에 대한 방법론적·기술적 세부 사항은 IAEA 안전 기준 시리즈(IAEA Safety Standards Series) No. RS?G-1.8과 IAEA 안전 보고서 시리즈(IAEA Safety Reports Series) No. 64.에 제시되어 있다.

### 자연 방사선
자연계에는 방사성 동위 원소가 붕괴하면서 나오는 방사선이 항상 존재한다. 우주선이 온 세상을 퍼붓는 것 뿐 아니라, 사실 모든 지구상의 생명체들은 탄소-14와 삼중수소를 품고 있으며, 사람을 포함한 그 대부분은 어느 정도의 칼륨-40을 몸에 지니고 있다.
이러한 수준의 방사능은 거의 위험이 되지 않으나, 측정을 혼란스럽게 할 수 있다. 자연적으로 생성된 라돈 기체의 경우 보통의 자연 방사선 수준에 가까운 오염을 감지하도록 설정된 장비에 영향을 주어 거짓 경보를 울릴 수도 있다. 따라서, 자연 방사선과 방사능 오염으로 발생하는 방사선을 구별하기 위해 방사선 물질을 조사할 때에는 기량이 필요하다.

## 처리 방법
방사성 폐기물의 처리 방법은 기본적으로 방사성동위원소가 반감기(半減期)를 거쳐 방사능 준위를 낮춤으로써 자연 상태로 되돌리는 것이다. 이 기간 동안 안전하게 차폐하여 저장하는 기술이 필요한데, 방사선은 철, 콘크리트 등 고체와 물로도 막을 수 있다. 중·저준위 폐기물은 두께 10cm로 특수설계된 처분용기에 담아, 2015년에 운영을 시작한 경주 중저준위 방폐물 처분장에 보관하고 있다. 고준위 폐기물은 사용을 마친 핵연료 등이 있으며, 현재는 각 원전의 수조 등에 임시로 저장하고 있다. 세계적으로는 핀란드가 2015년 고준위 폐기물 처분장 건설 인허가를 승인받아 2016년부터 건설에 들어갈 예정이다. 우리나라는 2015년 6월 29일, 사용후핵연료 공론화위원회의 권고안을 바탕으로 부지 선정, 재원마련 등 종합적인 관리 계획을 수립 중이다.
한국원자력환경공단

## 영향과 위험성

### 생물학적 영향
신체가 방사성 원소가 방출하는 알파선·베타선·감마선·X선 등에 지나치게 많이 노출되면 조직이 손상되거나 변질될 수 있으며, 그 손상은 세포 분열이 왕성한 조직이나 장기에서 가장 심하게 일어난다. 특히 생식 세포에 영향이 커 유전적 변형을 일으킬 수 있다. 따라서 기형아가 태어날 위험이 있고 암 발생의 원인이 되기도 한다.

### 심리적 영향
저수준 방사선은 방사성 물질에 의한 것보다는 종종 심리적인 면에 영향을 준다. 저수준 방사선에 의한 손상이 검출되지 않으므로, 이러한 방사선에 노출된 사람들은 그들에게 어떤 일이 일어날지 모른다는 불확실성에 고민하게 된다. 다수의 사람들은 평생 그들이 본질적으로 오염되었다고 여기고 선천적 장애가 있을 것을 두려워하여 아이를 갖기를 거부한다. 알 수 없는 오염에 대한 두려움으로 다른 사람들이 그들을 피할 수도 있다.
방사선이나 핵 사고로부터 강제로 소개(疎開)한 경우, 사회적 고립, 불안, 우울, 심리학적 문제, 무모한 행동, 심지어는 자살에 이르기도 한다. 이는 1986년 4월 26일 우크라이나의 체르노빌 원자력 발전소 사고의 경우가 그러했는데, 2005년의 어느 종합적인 연구에서는 '현재까지 체르노빌 사고로 촉발된 사회적 건강 문제 중에서 정신 건강에 끼친 영향이 가장 크다'고 결론지었다.

## 국제적 피해
지금까지 기록된 방사능 누출 사고는 미·유럽 지역에서 8건, 구소련에서 12건, 일본에서 1건 등으로 모두 20여 건에 이른다. 또 1945년, 1999년, 2011년 등 고도의 원자력과 안전 의식을 자랑해 온 일본에서 방사능 누출 사고가 일어남으로써 방사능의 위험은 언제 어디서든 생길 수 있음을 보여주었다.
원자 폭탄 또는 원자력 발전소가 폭발함으로써 발생하는 방사능 또는 낙진이 대기를 타고 인근 지역으로 퍼지게 된다. 이로 인해 방사능에 노출된 인근 주민들의 사망을 비롯하여 갑상선암 등 각종 질환이 발생한다.

### 국제적 손해 배상 문제
지금까지 기록된 방사능 누출 사고는 미·유럽 지역에서 8건, 구소련에서 12건, 일본에서 1건 등으로 모두 21여 건에 이른다. 이같은 세계 각 국의 방사능 누출 사건은, 계절풍 등의 영향으로 세계 각 지역에 영향을 끼쳤다. 체르노빌과 관련하여 국제 손해배상 소송의 움직임이 있다. 그 밖의 여러 나라에 대하여 그 손해배상을 청구할 수 있겠으나, 인과관계의 증명 문제가 있다.

## 같이 보기
- 화학적 위험
- 임계사고
- 저배경 강철
- 원자력
- 방사선 공포증
- 롱겔라프 환초
- K-19 (잠수함)
- 분류:원자력 사고의 피폭자